# Буеђо (Бергамо)
Буеђо је насеље у Италији у округу Бергамо, региону Ломбардија.
Према процени из 2011. у насељу је живело 88 становника. Насеље се налази на надморској висини од 1055 м.